# 2004-es boscastle-i árvíz

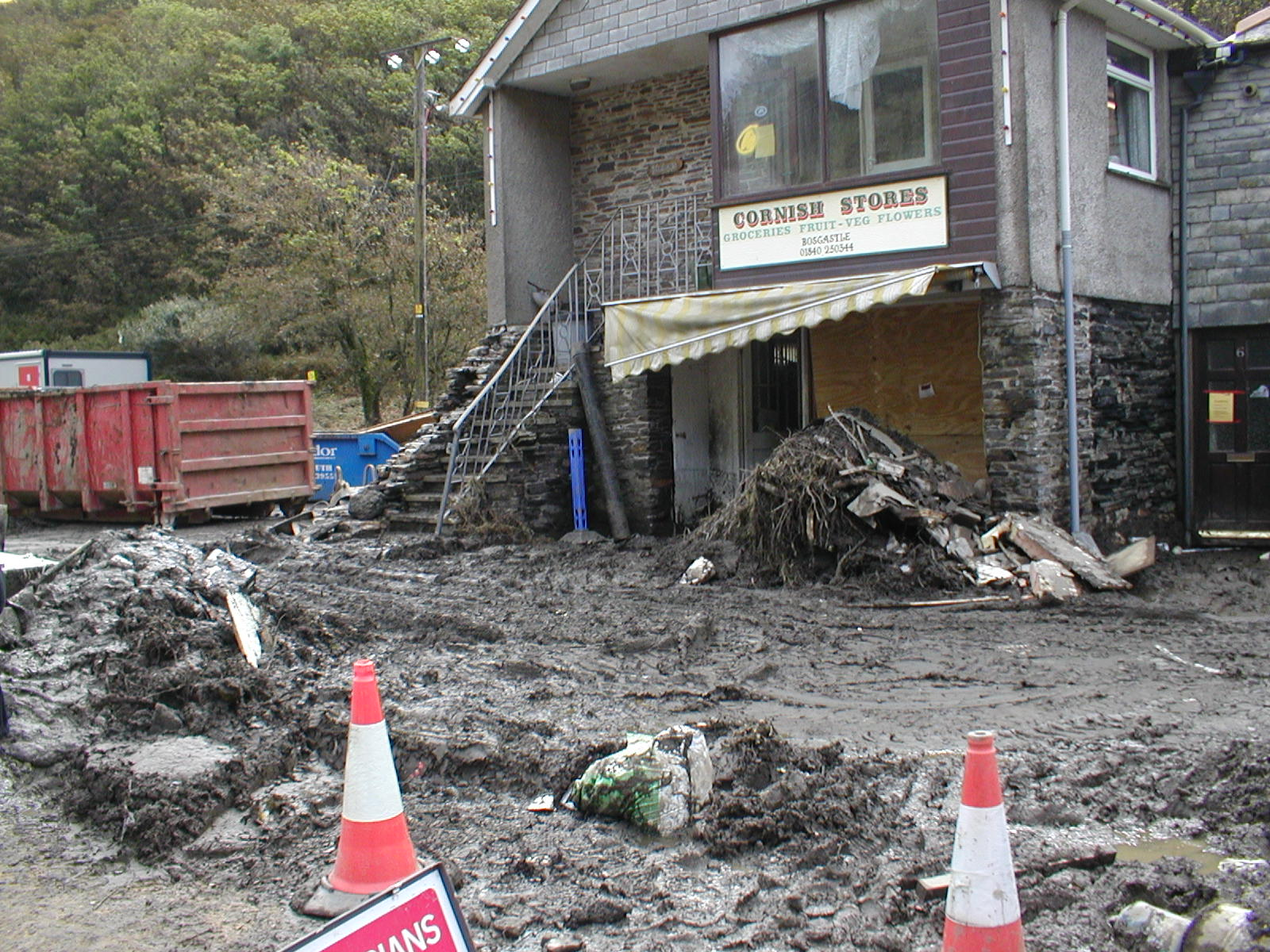
Az Old Cornish Stores Shop

A boscastle-i árvíz 2004. augusztus 16-án hétfőn öntötte el Boscastle-t és Crackington Havent Cornwallban, az Egyesült Királyságban. A falvak irtózatos veszteségeket szenvedtek el az árvíz levonultával, amit egy öt óra alatt lezúduló délutáni eső okozott. Az árvizet Boscastle-ben filmre vették, és ezt többször le is játszották. A helyi híreken kívül máshol nem tettek említést Crackington Havenről. Az árvizet az olyan heves esőzés okozta, melynek víztömegét a helyi folyó nem tudta elvezetni. Az árvíz helyszínén Károly herceg is látogatást tett.
A helyiek emlékezete szerint ez volt a legrosszabb árvíz. Egy jelentés, amit a Környezetvédelmi Ügynökség rendelt meg és a vízügyi HR Wallingford készített, szintén azt bizonyítja, hogy ez volt a faluban a legintenzívebb árvíz, és az országban is az élen áll. A vízhozam kb. 140 m³/s volt este öt és hat óra között. Annak esélye, hogy egy évben egy ilyen (vagy ennél nagyobb vízhozam) létrejöhessen, 1:400. Ekkora esőnek az esélye, hogy három óra alatt lehulljon, 1:1300.
Ezt megelőzően 1996-ban, a Lili hurrikán idején volt híres áradás, de ezelőtt 1847-ben, 1957-ben, 1959-ben és 1963-ban jegyeztek fel áradást.

## Az áradás okai
A 2004. augusztus 16-i eső nagyon heves volt. A nagytéren 200,4 mm hullott le. Mikor a leghevesebb volt a zápor, 15:45-kor 15 perc alatt 244 mm esőt mértek Lesnewthben, Penzance-tól 4 km-re. Boscastle-ben egy óra alatt 89 mm csapadékot mértek. Az eső nagyon behatárolt területen esett: a 10 legközelebb fekvő esőmérő edényben, melyek mind néhány kilométeres körön belül voltak, azon a napon kevesebb mint 3 mm csapadékot mértek. Elképzelések szerint a lokális heves eső oka a Brown Willy-effektus egyik példája volt.
A szakadó eső egy órán belül 2 méteres vízszintemelkedést okozott. Egy 3 méteres hullám elzárta a főutat. Ezt a hullámot valószínűleg a híd alatt felgyülemlett törmelék váltotta ki, ami később a hidat is lerombolta. A leömlő víz sebessége 4 m/s volt, ami már roppantó méretű károkat képes okozni. Becslések szerint egy nap alatt 200 m³ víz folyt át Boscastle-ön. A meredek völgyfal és a telített talaj miatt nagy mértékű túlfolyás jött létre.
A Discovery Chanel Perfect Disaster sorozatának egyik részéében azt állították, hogy az áradást egy nagy kiterjedésű állandó magas nyomás okozta. Ez a világban akárhol előfordulhat, és képes rejtve maradni, mivel mindig valami más időjárási rendszerekkel együtt jelentkezik. Ebben az esetben kisebb viharral párosult, ami, mivel be lett zárva, a falvak fölött fejtette ki hatását. Ha a felhőzet mozgott volna, ez egy hétköznapi meteorológiai helyzet lett volna. Erre a jelenségre egy másik példa a Mitch hurrikán, ami Honduras és Nicaragua nagy részét öntötte el.

## Következményei

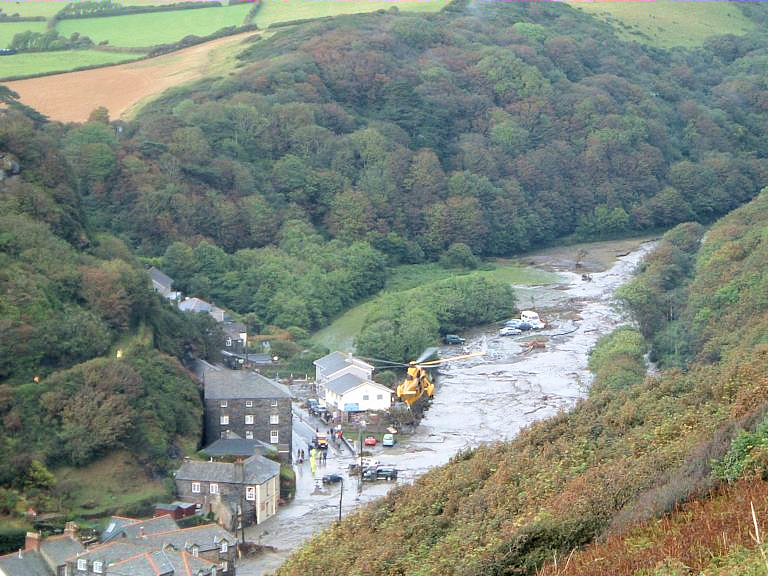
A RAF egy Sea King helikoptere Boscastle-ben, 2004. augusztus 26-án

Megközelítően 75 autó, 6 ház és számos csónakot sodort magával az ár a tengerbe; 100 házat üzletet rombolt le, háromnak a tetejét vitte le, és nagy területen megrongálta. Egy a délután közepétől hajnali 2:30-ig tartó mentőakcióban hét helikopter150 fára mászott, tetőkre vagy autókba rejtőző embert mentett ki. Nagyobb sérülésről és áldozatról nem szólnak a jelentések.
A turistalátványosságok a boltok nagy részével együtt a település régi részén van, amit az árvíz a leginkább sújtott. A látogatóközpontot félig lerombolta, és a Varázslatok Múzeumát Archiválva 2007. augusztus 14-i dátummal a Wayback Machine-ben is súlyos károk érték. Az épületek földszintjét az áradás sárral árasztotta el. A menekítéseket követően a gyors reagálású szolgálatok eltakarították a törmelékeket. Az árvíz okozta vészhelyzet eredményeként számos ház összedőlt.

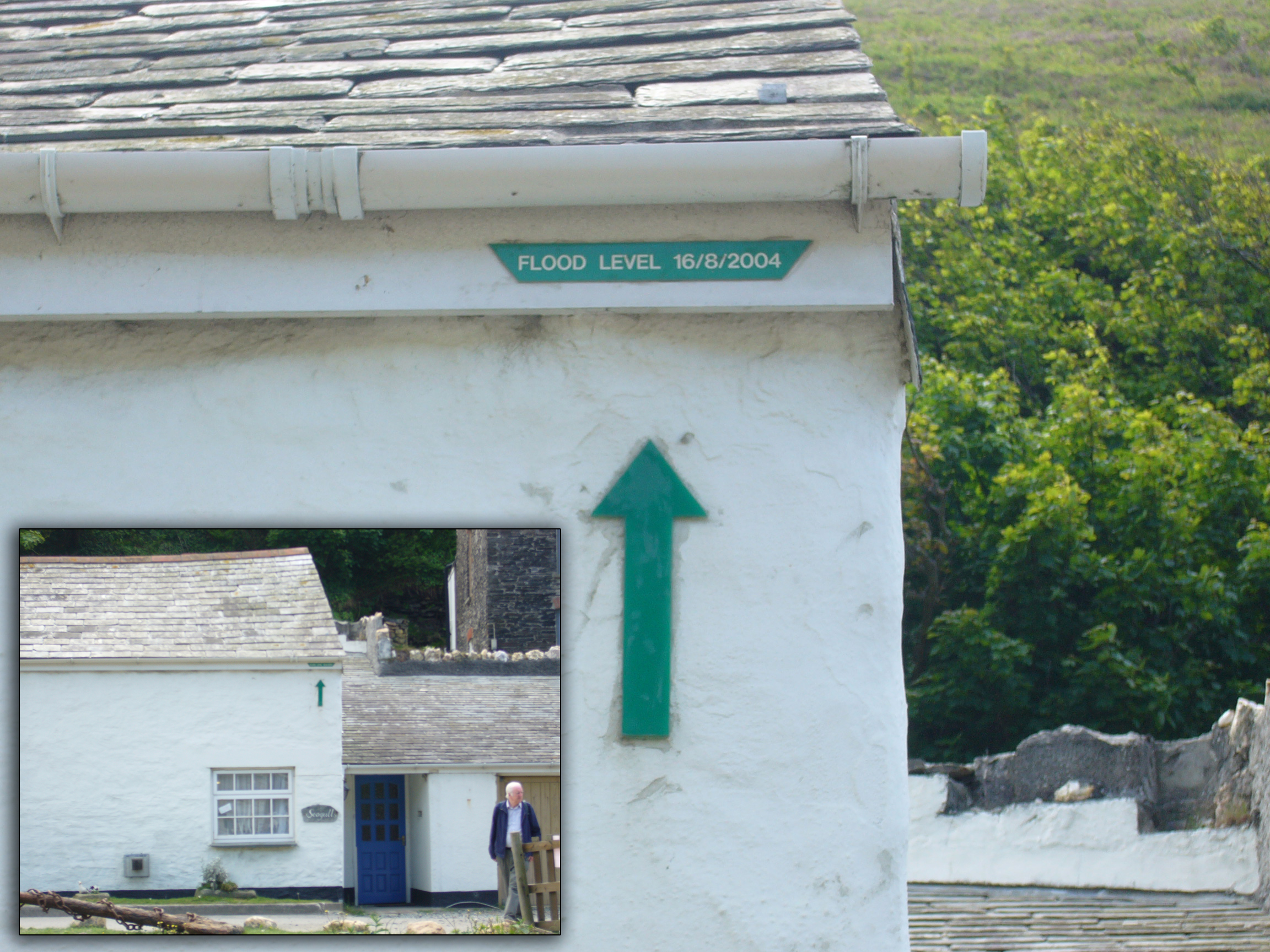
A 2004-es árvíz szintje

Ezalatt a BBC két stábja is az árvizet és annak következményeit forgatta. Az egyik sorozat az A seaside Parish, mely az új helyi lelkipásztor, Christine Musser életét követte, s így bemutatta, hogyan épült újjá a falu. A másik a Seaside Rescue volt, mely különböző parti őrök életét követte, melyek közé tartozott a Portlandon állomásozó HM Osprey helikopter is, melyet bevetettek az emberek mentése során.
2008 májusára az épületekben esett károkat felszámolták, és megnyílt az új látogatóközpont. A folyóparton a munkálatok még folytatódnak.
Az árvíz okozta károk értékét 2006-ban 300 millió font körüli értékre becsülték. Körülbelül 10 millió fontot költöttek az új védelmi rendszerre.

## Munkálatok az árvíz óta

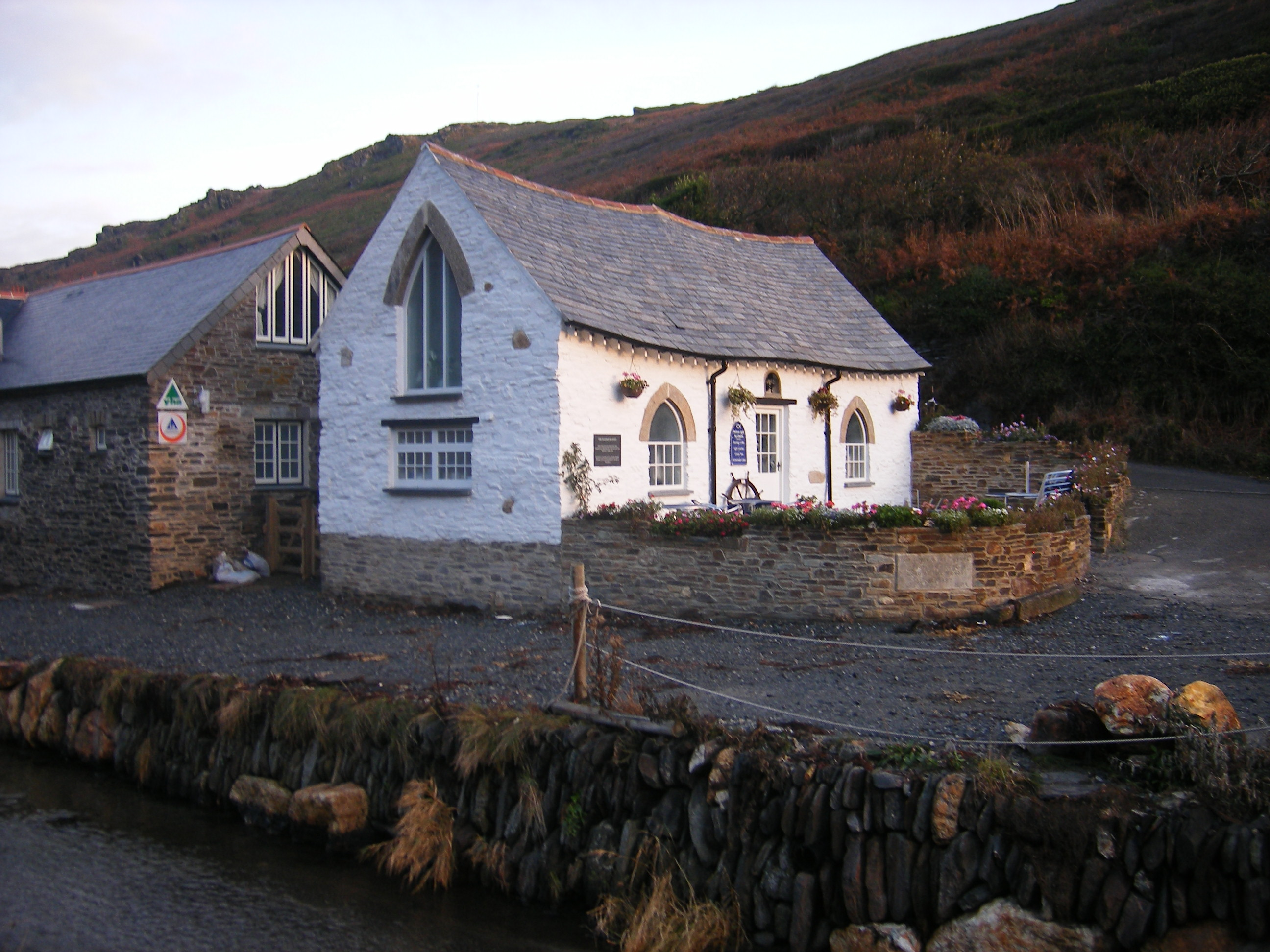
Az újjáépített Harbour Light 2006 októberében Most a Tea Rooms használja, a bolt a folyó túloldalán van.

A legtöbb munkát a holtszezonban, október és május között végezték el. A parkolót először télre 120 férőhelyesre korlátozták, majd nyáron visszaálltak az eredeti 240-es kapacitásra.

### 2004
- Augusztus: átkutatták az épületeket, a tönkrement autókat a kikötőn keresztül elszállították, a B 3263 jelű hídra ideiglenesen betonkorlátot szereltek.
- augusztus 20.: lezárják a Boscastle Parti Ösvényt
- augusztus 26. megnyílik a boscastle-i kikötő, egyelőre itt lakók számára
- szeptember: A B3263-as hidat visszaalakítják az eredeti kőhíd formára
- szeptember 3.: Ismét megnyílik Boscastle-i Parti Ösvény
- szeptember 14.: Megkezdődnek a munkálatok, hogy a szennyvizet a Jordan folyóba lehessen engedni.
- december: a szennyvízzel kapcsolatos munkák befejeződtek

### 2005
- 2005 eleje: a legtöbb bolt és étterem ismét kinyit
- május 1.: Boscastle hivatalosan is megnyílik a turisták számára
- Felújították a boscastle-i erőművet.
- A vízszolgáltatás helyreállt.

### 2006
- október 30.: Két szivattyútelep munkálatai elkezdődnek, hogy a szennyvíz miatti esetleges károkat megelőzzék.
- november 1.: Mélyítik és szélesítik a folyó medrét, hogy több vizet el tudjon vezetni.
- december: Megnyílt egy új látogatóközpont. Helye a régi Kikötői Étterem, amit megvett a National Trust.
- december: megemelték a parkoló szintjét, kibővítették, s így csökkentették annak az esélyét, hogy ismét elmossa a víz az autókat.

### 2007
- január: megkezdődtek a munkálatok a Gateway Buildingnél, melyet vizesblokkal, buszparkolóval és információs központtal bővítenek.
- április: leállítják a Gateway Building építési munkálatait, mivel nincsen rendben az építési engedély. Az épületet az eredetileg elképzeltnél magasabbra építik.
- június 21.: Boscastle-t ismét árvíz önti el, de a jelentések szerint közel sem olyan ártalmas, mint a 2004-es.
- szeptember: Újraindultak a Gateway Buildingnél zajló munkálatok, miután elfogadták az alacsonyabbra tervezett épület terveit
- október: elkezdődnek a falu felső részén lévő vízvezető csatorna újjáépítési munkálatai, így a későbbiekben a heves esők alkalmával több vizet tud majd elvezetni.
- október: elkezdik a szennyvízelvezető csatorna kiépítését, mely az öbölbéli tisztítóüzemhez vezet. (A felső és az alsó híd között)
- december 14.: Újra megnyitották a rakpart utcáját, és ahol kibővítették, ott ideiglenes lámpákat szereltek fel.
- december 18.: Felépült az új alsó híd.

### 2008
- Január: A kikötő burkolatának kijavítása befejeződött. A töltőállomás melletti szennyvízcsatorna kijavítása is befejeződött.
- Február 10.: Elkezdődik a Dunn Street-i szennyvízcsatorna felújítása, mely folyamat végén heves esőzések alkalmával több víz elvezetésére lesz képes a hálózat.
- Március: Újraburkolták a kikötő környéki utakat. A Dunn Streeten található szennyvízcsatorna átépítése befejeződött.
- Április: Lerombolták a régi hidat, mert az új híd már készen áll a használatra.

## Az alsó híd

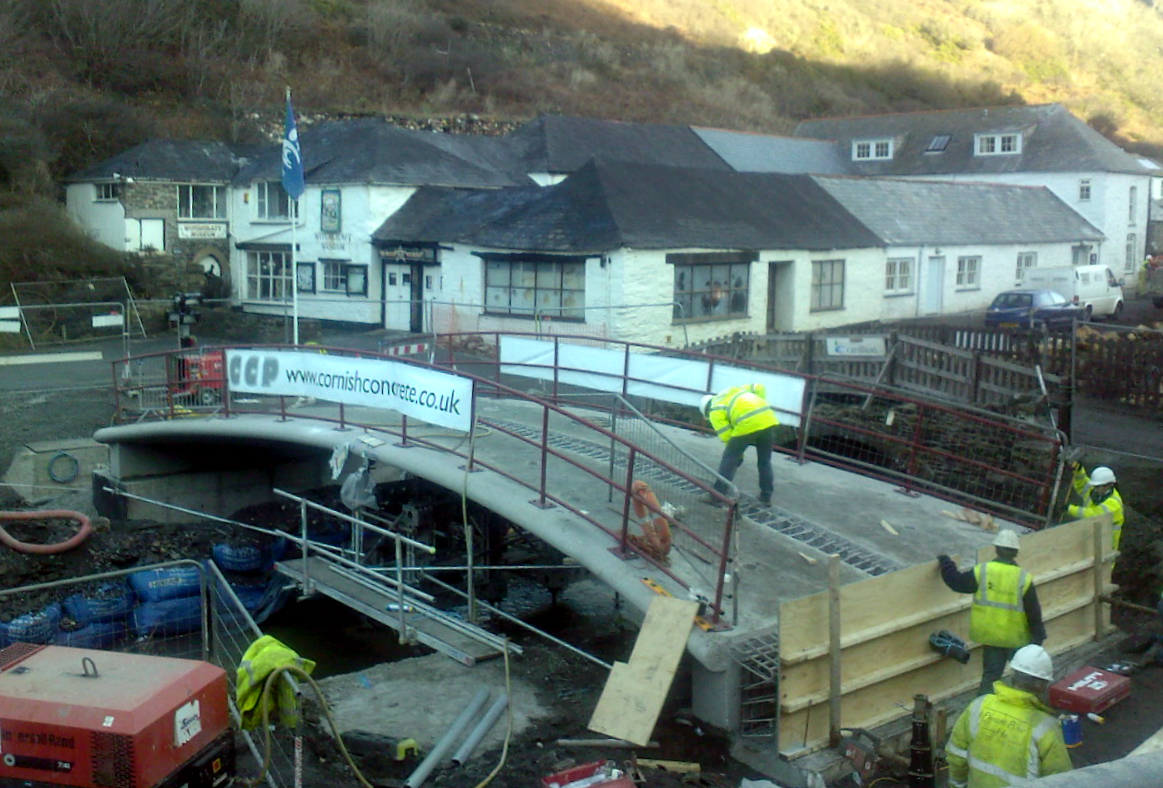
Az Új Alsó Híd 2007. december 20-án

Bár a régi híd tartószerkezete túlélte az árvizet, annak kőfalai nem, és ezeket az áradás elmosta. 2005 május 1-jén a kőkorlátokat fával helyettesítették. A hídon az árvíz előtt egy betontábla volt, ezzel a szöveggel: This Bridge is the private property of the lord of the manor, August 1887 (Ez a híd az uradalom lordjának személyes tulajdona. 1887. augusztus.) Ez az áradás alatt elveszett, de később a kikötőben jó állapotban előkerült. A híd helyett 2008-ra már egy másikat építettek.
A 2004-es árvíz idején összesen 14 autó esett a folyóba, ami visszafogta a megáradt víztömeget, és ez tovább növelte a károk méretét.
Az eredeti tervek egy kőhídról szóltak, de ezeket elvetették.
A második elképzelés egy betonhíd, amelyen gőzvonat is közlekedhet. Közmeghallgatást tartottak, ahol a falu lakói négy terv közül választhatták ki a nekik tetsző megoldást. Ezt az elképzelést is elvetették.
Egy harmadik lehetőség most körvonalazódik.
Az új híd pár méterrel lejjebb van a folyón, mint a régi volt. A hidat a Cornish Concrete, egy Truro melletti cég készítette. A boltívet betonból készítették. A több mint 100 éves régi hidat 2008 áprilisának elején rombolták le.

## Mini árvíz 2007. június 21.
A Sky News és a BBC News 24 jelentései szerint megint árvíz öntötte el Boscastle-t, de ez közel sem volt olyan súlyos, mint a 2004-es.
Egy délutánnyi intenzív lokális felhőszakadás és egy olyan hét után, mikor minden nap esett az eső, 2007. június 21-én egy kisebb árvíz öntötte el a falut. Egy óra alatt 30 mm eső esett. A faluban és környékén a víz elöntötte az utakat, a legtöbb víz a falut körülvevő átázott földekről ömlött.
Az utakat Tintagel, Camelford és Davidstow felől is lezárták, hogy a turisták ne menjenek a faluba.
Vészesen magas volt a Valency folyóban a vízállás, de a partok megfogták a vizet. A Jordan folyóba engedett szennyvízcsatorna közül több túlfolyt, s ezeknek a vize elárasztotta az utakat. Az új szennyvízelvezető, mely összeköti a Jordan és a Valency folyókat, teljes kapacitáson működött.
Sok szolgálatot és szervezetet bevontak a munkába:
- Tűzoltók jöttek Bude, Delabole és Launceston állomáshelyekről, hogy kiszivattyúzzák a vizet
- Brigádok, hogy kiszabadítsák az elzáródott csatornákat.
- A Környezetvédelmi Hivatalt is értesítették
- A faluban volt a rendőrség és a tanács is
- A környező területekről helikopterek szálltak a terület fölé. Culdrose-ban és a RAF chivenori állomásán a helikopterek készenlétben álltak.
- A Boscastle-i Parti Gárdát is behívták

A Környezetvédelmi Hivatal árvízelhárító részlege dolgozott, és a vizet a csatornában tartotta.
Néhány értéket elmosott az árvíz, és az utcákra érkező nagy mennyiségű víz miatt 1 méter magasan állt a csapadék.
A katasztrófa közel sem volt olyan súlyos, mint 2004-ben.

### Másnap
Mindkét főúton (B3266, B3263) egész éjszaka csapatok dolgoztak, s így reggelre mindkettő járható volt. A Környezetvédelmi Hivatal megnézte a szennyvízelvezetőket a falu körül.

## Fordítás
- Ez a szócikk részben vagy egészben  a   Boscastle flood of 2004 című angol Wikipédia-szócikk ezen változatának fordításán alapul.  Az eredeti cikk szerkesztőit annak laptörténete sorolja fel. Ez a jelzés csupán a megfogalmazás eredetét és a szerzői jogokat jelzi, nem szolgál a cikkben szereplő információk forrásmegjelöléseként.